# Adriana Lavat
Adriana Lavat Rodríguez (Ciudad de México, 7 de septiembre de 1974) es una actriz mexicana.
Hija del actor mexicano Jorge Lavat y de Chuti Rodríguez, y sobrina de los actores José Lavat y Queta Lavat, presentó en 1999 el programa de televisión A que no te atreves, que no tuvo mucho éxito. 
Se casó con el futbolista Rafael Márquez el 27 de diciembre de 2003 en la iglesia de San Fernando, en el centro histórico de la Ciudad de México, siendo testigo de honor el hijo de ambos, Santiago. Se divorciaron el 25 de octubre de 2007. Tuvieron dos hijos Santiago y Rafaela. Fue colaboradora del programa español Channel nº4, de Cuatro, y participó en el programa de monólogos de La Sexta El Club de Flo. Reapareció en televisión dando vida a Laura en la serie de Antena 3, 700 euros, diario secreto de una call girl. En 2014, regresa a las telenovelas con Marido en alquiler (Telemundo) y participa en Tierra de reyes.

## Filmografía

### Telenovelas
- Mágica juventud (1992) - Rita
- Volver a empezar (1994-1995) - Flor
- María José (1995) - Susana Valtierra
- Acapulco, cuerpo y alma (1995-1996) - Liliana San Román Montenegro
- Las Locuras de mamá (1996) - Remedios
- Pueblo chico, infierno grande (1997) - Librada "Dora Luz"
- Vivo por Elena (1998) - Adriana
- Alma rebelde (1999) - Juanita #1
- 700 euros, diario secreto de una call girl (2008) - Laura (Temporada 1)
- Marido en alquiler (2013) - Marcela Cortés
- Tierra de reyes (2014-2015) - Soledad Flores

### Cine
- Inspiración (2001)